# Поєднання та зустріч

This Діаграма Гассе посета з 4 елементів: a, b, максимального елемента a b та мінімального елемента a b.

У математиці, в області теорії порядку для підмножини {\displaystyle S} частково впорядкованої множини {\displaystyle P} розглядають операції:
- поєднання (англ. join) {\displaystyle S,} результатом є супремум (точна верхня межа) {\displaystyle S,} позначається {\textstyle \bigvee S.}
- зустріч (англ. meet) {\displaystyle S,} результатом є інфімум (точна нижня межа) {\displaystyle S,} позначається {\textstyle \bigwedge S.}

В загальному випадку результати цих операцій можуть не існувати. Операції є дуальними одна до одної при зміні порядку на протилежний.
- Посет, в якому для всіх пар елементів {\displaystyle a,b} існує {\displaystyle a\vee b}, називають join-напівґраткою (верхньою-напівґраткою).
- Посет, в якому для всіх пар елементів {\displaystyle a,b} існує {\displaystyle a\wedge b}, називають meet-напівґраткою (нижньою-напівґраткою).
- Посет, в якому для всіх пар елементів {\displaystyle a,b} існують обидві операції, називають ґраткою.

## Властивості
Обидві операції є комутативними, асоціативними та ідемпотентними.